# Josef Režný
Josef Režný   (Strakonice, 2 de febrer de 1924 - Strakonice, 10 de desembre de 2012) va ser una eminència de l'etnografia txeca, líder dels gaiters Strakonice. Tocava violí, viola i contrabaix. Durant els seus estudis a Strakonice High School, va tocar en una orquestra d'estudiants com a contrabaixista. A finals de 1942, va començar a tocar el contrabaix al grup de gaites Strakonice.
Va tenir algunes professions: era professor, empleat i també treballador de la fàbrica ČZ (fàbrica d’armes txeca) a Strakonice. Va treballar durant molt de temps com a director del Museu Municipal de la petita ciutat de Volyně. Josef Režný tenia moltes passions. Després de la Segona Guerra Mundial, també va exercir de director del cor masculí Palla ČZ. No obstant això, dominava el seu interès per la música popular i l'etnografia. El 1949 fundà un Conjunt Etnogràfic dedicat també a les danses populars. El 1950, el conjunt va canviar el seu nom per Prácheň, un conjunt regional de cançons i danses populars, nom que encara fa servir avui.
Josef Režný és un expert en instruments musicals populars, principalment la cornamusa. Es dedica des de fa temps a la investigació i documentació sobre la gaita i la seva música, no només a la República Txeca, sinó també a Europa. Va ensenyar a tocar gaita a moltes persones interessades a Bohèmia i a l'estranger. Entre 1955 i 1961, va participar en l'establiment i l'organització del Festival de la Cançó i la Dansa de Bohèmia del Sud a Strakonice, i després en els Festivals Internacionals de Gaites (MDF). Ara és president honorari del consell de programació del festival.
És important la seva col·lecció etnogràfica a la regió de Prácheň, principalment a la rodalia de Strakonice i Volyně. Va recollir més de 1000 cançons populars i 76 danses. Va posar cançons en cinta i va anotar notes musicals per a la cornamusa. A part d’això, va enregistrar dialectes, refranys, costums, etc.

## Accions públiques als diaris
- Národopisné aktuality (Notícies etnogràfiques)
- Český lid (població txeca)

## Música popular (gaita principalment) i etnografia
- Lidové hudební nástroje v Čechách (Instruments musicals populars a Bohèmia, 1975)
- Dudy a dudáci (Gaites i gaites, 1978)
- Lidoví zpěváci na Prácheňsku (Cantants populars de la regió de Prácheň)
- Škola hry na české dudy (lliçons de gaita txeca, 1981)
- Konopická (Festival folk etnogràfic després de la collita del gra, 1987)
- Naše prameny (Els nostres documents font, 1988)
- Po stopách dudáků na Chebsku (Segons els passos dels gaiters de la regió de Cheb, 1992)
- Der sorbische Dudelsack (cornamusa sòrab, 1993)
- Jan Matásek - strakonický dudák (Jan Matásek - Strakonice bagpiper, 1999)
- Partitury dudácké muziky Prácheňského souboru 1949–1999 (Partitures per a cornamusa del conjunt regional Prácheň 1949–1999)
- Almanac Prácheňského souboru (Almanac del conjunt regional Prácheň 1965, 1974, 1979, 1984, 1999)
- Mezinárodní dudácké festivaly (Festivals internacionals de gaites, 2002)
- Po stopách dudáků na Prácheňsku (Segons l'estela dels gaiters de la regió de Prácheň, 2004)